# カロリーヌ・ド・モナコ
カロリーヌ・ド・モナコ（フランス語: Caroline de Monaco, 1957年1月23日 - ）は、モナコ公女（Princesse de Monaco）。公位継承順位第3位。

## 経歴
モナコ大公レーニエ3世とその妃グレース・ケリーの長女（第1子）として生まれる。
パリ大学（ソルボンヌ）で哲学・心理学・生物学を専攻。哲学で学位を得た。
1978年にフランスの銀行家フィリップ・ジュノーと結婚したが、1980年に離婚した。
1983年にイタリアの実業家・モーターボート選手のステファノ・カシラギと結婚し、2男1女を儲けるが、1990年10月3日にモナコ沖でのボートレース時の事故により死別した。
1999年にハノーファー家家長のエルンスト・アウグスト5世と結婚した。そのためハノーファー王子妃（Prinzessin von Hannover）と尊称されることがある。
現在、ユネスコ親善大使として、女性の地位向上・離村での児童教育に尽力している。

## 家族
弟にモナコ大公アルベール2世、妹にステファニー公女がいる。アルベール2世に大公位継承権を持つ子供が2014年に生まれるまでは推定相続人とされていた。
2番目の夫ステファノ・カシラギとの間の長男アンドレア（1984年 - 、大公位継承権第4位）はその美貌から国内外に人気があり、タブロイド誌のネタになるなど注目を浴びる存在である。ステファノとの間には他に長女シャルロット（1986年 - 、大公位継承権第11位）、次男ピエール（1987年 - 、大公位継承権第8位）がいる。
現在の夫エルンスト・アウグスト5世との間には1女アレクサンドラ（1999年 - 、大公位継承権第13位）がいる。

## 称号と敬称
ハノーファー王子妃カロリーヌ公女殿下
英語: Her Royal Highness Princess Caroline the Princess of Hanover
| 上位 ガブリエラ公女 | モナコの公位継承権者 継承順位第3位 | 下位 アンドレア・カシラギ |